# Синьогуша зеленка
Синьогушата зеленка (Pyrrhura cruentata) е вид птица от семейство Папагалови (Psittacidae). Видът е световно застрашен, със статут Уязвим.

## Разпространение и местообитание
Разпространен е в Бразилия.